# Hans Rådström
Hans Vilhelm Rådström (1919 — 1970) foi um matemático Sueco. Envolveu-se com análise complexa e análise funcional.
Radström obteve um doutorado na Universidade de Estocolmo em 1952, orientado por Torsten Carleman e Fritz Carlson, com a tese Convexity and Norm in Topological Groups. De 1949 a 1950 esteve no Instituto de Estudos Avançados de Princeton, onde trabalhou com Olof Hanner. Em 1952 foi Lecturer na Universidade de Estocolmo e em 1969 Professor na Universidade de Linköping.
Dentre seus orientados estão Per Enflo e Martin Ribe.

## Obras
- com Olof Hanner: A generalization of a theorem of Fenchel, Proc. AMS, 2, 1951, 589-593
- An embedding theorem for spaces of convex sets, Proc. AMS, 3, 1952, 165-169
- Convexity and norm in topological groups, Arkiv Math., 2, 1954, 99-137